# Növényevő darazsak

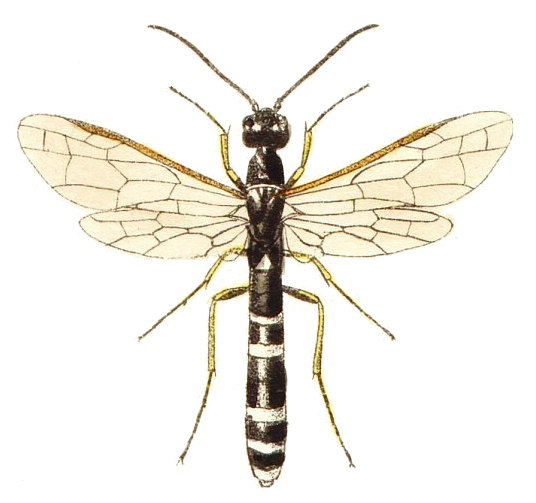
A szalmadarazsak (Cephidae) közé tartozó Hartigia linearis nevű faj.

A növényevő darazsak vagy ülőpotrohú hártyásszárnyúak (Symphyta) a hártyásszárnyúak rendjének (Hymanoptera) egyik alrendje. Már a korai természetes rendszerekben is jól elkülönítették egymástól a növényevő darazsakat és a nyelespotrohú hártyásszárnyúakat (Apocrita), és a későbbi kladisztikus taxonómia is megerősítette ezt; a hártyásszárnyúak rendje tehát két jól elkülöníthető csoportra oszlik: az ősibb növényevő darazsakra és a fejlődéstörténetileg fiatalabb, nagyobb fajszámú nyelespotrohú hártyásszárnyúakra. A növényi darazsak legelső leletei kb. 150 millió évesek, azaz a földtörténeti középidő felső jura korszakából származnak, de ezek már erősen emlékeztetnek a mai formákra, így vélhetően az első ülőpotrohú darazsak már sokkal korábban kialakulhattak, ezzel kezdetét vette a hártyásszárnyúak evolúciója.

## Testfelépítésük
A növényevő darazsak testmérete tág határok között változik; a legnagyobb formák elérik a 4−5 cm-es hosszt is, míg a legkisebb fajok csak néhány mm-esek. A darazsak színezete is igen változatos lehet: fényeszöld, csupa fekete, kékesfekete, vagy fekete alapon sárga, esetleg vöröses. Kitinszőrzetük csak nagyon ritkán van, testük csupasz.

### A fej
A fej alakja tipikus, a többi hártyásszárnyúra jellemző, melyen két ovális összetett szem, és még 2−3 pontszem is található. A fejen vannak a csápok, melynek alakja és felépítése öregcsaládonként, családonként eltérő. A csáp ízeinek száma 3−36 között változik. Alakja lehet fonálszerű (például levéldarazsak családja – Tenthrepinidae), bunkószerűen megduzzadt (például buzogányosdarazsak családja – Cimbicidae) vagy bozontos, tollszerű (például fésűs fenyődarazsak családja – Diprionidae). A szájszervek az általánosan jellemző rágók, melyek egyes fajokon visszafejlődnek, mert a darázs imágó korában már nem táplálkozik.

### A tor
A toron a legfejlettebb rész a középtor, az elő- és utótor kevésbé erőteljes. A középtoron találhatók az elülső szárnyak, melyek nagyobb méretűek, fejlettebbek, az utótoron a kisebb, hátulsó szárnypár. Az elülső és hátulsó szárnyat apró horgocskák kötik össze, így működési egységet képeznek. A kapcsoló horgok száma lényegesen kevesebb, mint a nyelespotrohúakon. Az utótoron alakult ki az ún. cenchri, mely egy kis felületű, világos, érdes mező, amelyen a szárnyak nyugalmi helyzetben szorosan összezárulnak, így szilárd tartásuk lesz. A szárnyak ősi felépítésűek, vagyis szilárdító erek merevítik őket. A szárnyhártya általában üvegszerűen tiszta, csak néha van barnás vagy kékes tónusa. Csak ritkán fordul elő olyan szexuális dimorfizmus, hogy a nőstények szárnya hiányzik.
A toron találhatók még a lábak is, melyek felépítése csak kissé tér el a nyelespotrohúak lábától. Rajta mindig tapadókorongok, és erős kitinkarmok vannak, melyekkel a sima felületeken is jól meg tudnak kapaszkodni.

### A potroh
A potroh 9 szelvényből áll, és mint azt a csoport neve is mutatja – ülőpotrohúak −, a potroh széles alappal kapcsolódik az utótorhoz, így nincs meg a darázsderék, mely a nyelespotrohúak általános jellegzetessége. A potroh végén található a méretes peterakó tojócső, melyet többé-kevésbé képesek behúzni a potroh belsejébe. A tojócső eredendően fűrészes felépítésű, amely egyes családokban módosul (például fadarazsak – Siricidae; szalmadarazsak – Cephidae).

## A lárvák felépítése

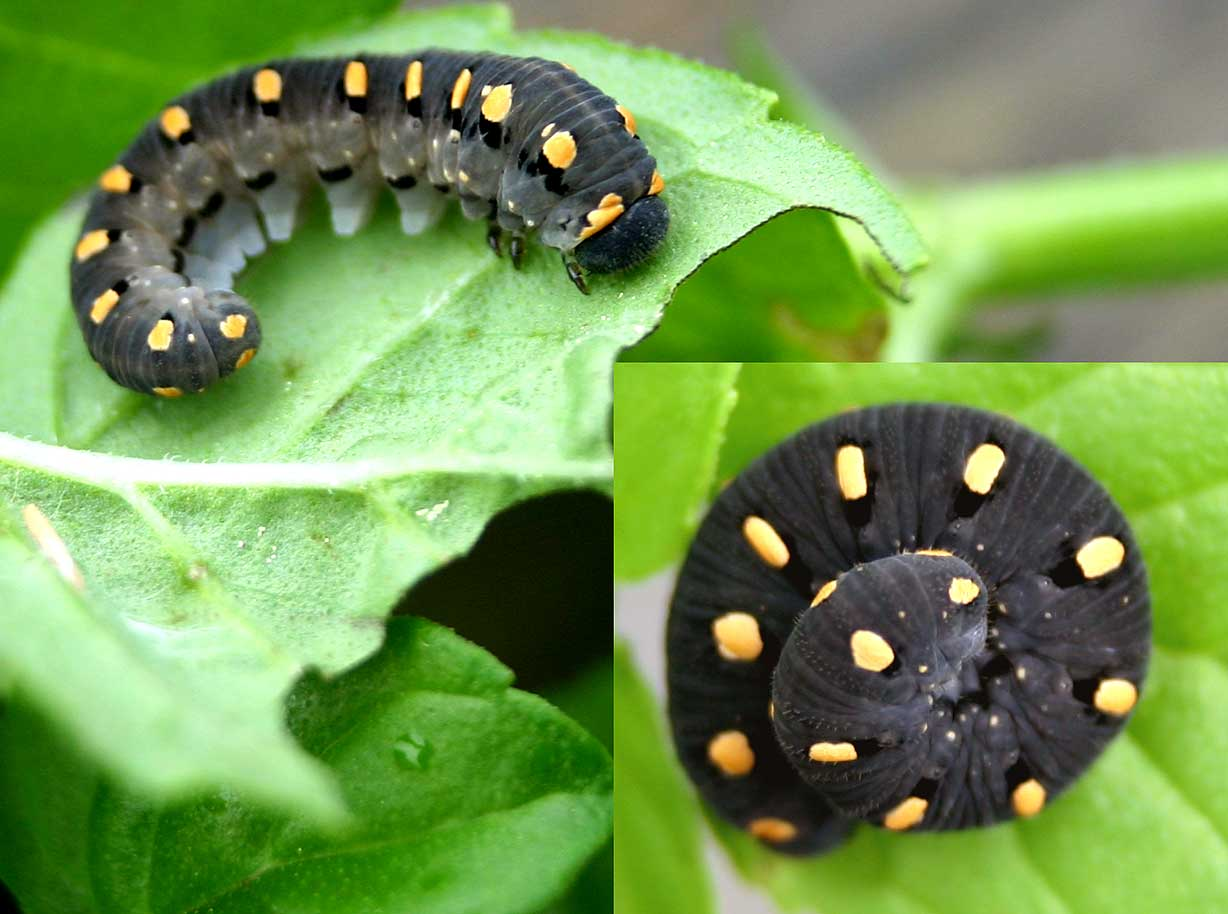
Egy ülőpotrohú darázs, a Tenthredo merginella faj lárvája. A növényevő darazsak lárvái emlékeztetnek a lepkék hernyóira, ezért is nevezik őket álhernyóknak.

Az ülőpotrohúak lárvái az ún. álhernyók, melyek nagyon emlékeztetnek a lepkék hernyóira (konvergencia). Amiben erősen különböznek, az a szemek és a potrohlábak felépítése. Testük megnyúlt, hengeres vagy lapított, színezetükkel jól beillenek környezetükbe, testükön még szemölcsöket és gyér kitinszőrzetet is találunk, bár általában sima, csupasz testűek. Fejükön rövid csápok (1−7 íz), kétoldalt egy-egy kis pontszem van. Rágó szájszerveik jól fejlettek. A potrohlábaik száma eltér a valódi lepkehernyókétól, általában több (6−8 pár, míg a lepkéknél csak 5 pár). A lepkehernyókra jellemző kapaszkodó horgocskákat a növényevő darazsak álhernyóin tapadókészülékek helyettesítik. A potrohlábak egyes családokban visszafejlődtek (például fadarazsak).

## Életük
A kifejlett ülőpotrohú darazsak egy része egyáltalán nem táplálkozik, rágóik is visszafejlődtek, míg egyes fajok szívesen látogatnak virágokat, nyalogatnak különféle növényi nedveket, esznek virágport, ill. nektárt. Néhány levéldarázs pedig áttért a ragadozó életmódra, és akár saját kisebb fajtársait is felfalja. Az imágókkal főképp május−júliusban találkozhatunk, a nyár második felétől jelentősen lecsökken a számuk. Egyes imágók igen jó repülők (például a fadarázsfélék), míg mások szinte nem is repülnek, csak lárváik gazdanövényén tartózkodnak, nehézkesen mozognak. A mozgásukat, aktivitásukat jelentősen befolyásolja a nappali felmelegedés is, felhős, esős napokon nem találkozni velük.
A párzást gyakran a hímek harca előzi meg, marakodnak a nőstényekért, és ilyenkor rágó szájszerveikkel próbálják a vetélytársukat elkapni. A párzás igen hosszú idő, akár fél- vagy egy óráig is eltarthat. Rendesen belső megtermékenyítésűek, a nőstényeknek hüvelyük, a hímeknek péniszük van. Párzáskor a hím erősen fogja a nőstényt, és péniszét annak ivarnyílásába helyezi, majd a hímivarsejtek átjutnak a nőstény petecsövébe.
A megtermékenyítés után a nőstény a petéket arra a gazdanövényre helyezi, melyen a lárvák fejlődni fognak. Egyes fajok kevésbé, mások erősebben gazdaspecifikusak, kiváltképp kedvelik a fűzfaféléket. A nőstény tojócsövét a növénybe szúrja, és oda helyezi le a petéit, egy vagy több darabot. A kikelés időtartama, azaz az embrionális fejlődés hossza eltérő lehet. Kikelés után a lárvák azonnal nekilátnak a növényi szövetek fogyasztásának, és fejlődni kezdenek. Éppen ez okozza a mezőgazdasági, erdészeti kártételüket is.
A lárvák több hétig fejlődnek, 5−6-szor vedlenek, majd bebábozódnak. A bábképzésre biztonságos helyre húzódnak vissza, a talajba vagy az avarba. A báb köré még kokont is szőnek sajátos ajakmirigyeikkel. Ha nem kokont készítenek, földalatti üreget ásnak, melynek belsejét mirigyváladékukkal kenik ki, így az erősebb és vízhatlan is lesz. A több nemzedékű fajok lárvái hamar kikelnek és szaporodnak, az egynemzedékes fajok lárvái a kis üregükben, vagy védő kokonjukban telelnek át, és tavasszal kikelve szaporodnak.
A lárvák jellegzetes viselkedése a védekezés, riasztás. Sokféle állatnak nyújthatnak fehérjedús táplálékot a darázslárvák, azonban ezek képesek a ragadozók ellen védekezni. Egyes fajok veszély esetén azonnal az avarba vetik magukat, ahonnan aztán később felmásznak. Mások jellegzetes testtartást vesznek fel, mellyel elijesztik a ragadozót. Védekező módszer a rejtő színezet is, valamint a test köré kiválasztott nyálkaanyagok is, melyekkel más állatokra (csigákra) vagy növényi részekre próbálnak hasonlítani.

## Elterjedésük
A növényevő darazsak az északi mérsékelt övezet lakói, a trópusi területeken ritkábbak. Főképp Európában és Észak-Amerikában elterjedtek. Az alrend fajszámáról pontos adat nincsen, az eddig ismert fajok száma 7000 körül van, melyből Közép-Európában mintegy 750 faj él.

## Osztályzásuk
Az alrendbe az alábbi alrendágak, öregcsaládok és családok tartoznak:
- Szalmadarázs-alkatúak (Cephoidea)
  - Szalmadarázs-félék (Cephidae)

- Ephialtitoidea - kihalt

- Szövődarázs-alkatúak (Megalodontoidea vagy Pamphilioidea)
  - Lapos szövődarazsak (Megalodontesidae)
  - Szövődarazsak (Pamphiliidae)

- Orussoidea
  - Orussidae

- Fadarázsalkatúak (Siricoidea)
  - Anaxyelidae
  - Fadarazsak (Siricidae)

- Levéldarázs-alkatúak (Tenthredinoidea)
  - Botcsápú levéldarazsak (Argidae) - varródarazsak stb.
  - Blasticotomidae
  - Buzogányos levéldarazsak (Cimbicidae)
  - Fésűs fenyődarazsak (Diprionidae)
  - Pergidae
  - Levéldarazsak (Tenthredinidae)

- Xyeloidea
  - Xyelidae
  - Xiphydriidae